# Sistema cristal·lí cúbic

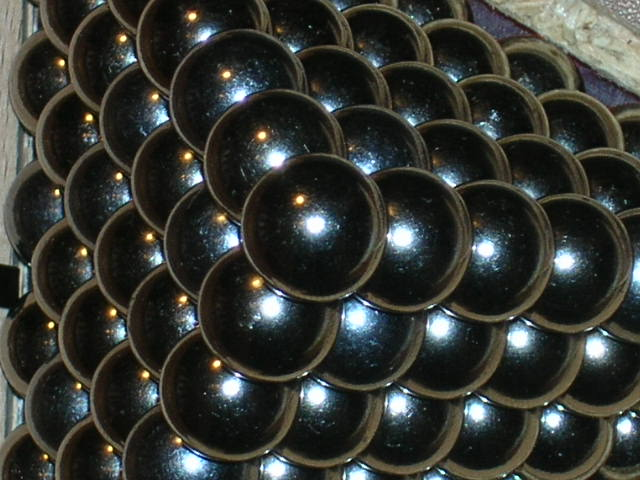
Representació amb boles d'un sistema isomètric.

El  sistema cristal·lí cúbic, també anomenat  isomètric, és un dels set sistemes cristal·lins existents en cristal·lografia. És comú en molts minerals, com per exemple en la pirita o la galena.

## Forma del cristall
Es caracteritza pel fet que la cel·la unitat de la xarxa cristal·lina té la forma geomètrica de cub, ja que té els tres angles rectes i les tres arestes de la cel·la iguals. La característiques que el distingeix dels altres sis sistemes cristal·lins és la presència de quatre eixos de simetria ternaris.

## Tipus
Existeixen tres varietats principals, entre d'altres, d'aquest tipus de cristalls:

Cúbic simple
Cúbic centrat
Cúbic centrat en les cares

Els cristalls d'aquest sistema es classifiquen en les cinc classes següents:
- Tetratoidal[1]
- Diploidal
- Hextetrahedral
- Gyroidal
- Hexoctahedral